# 旅籠町 (浜松市)
旅籠町（はたごまち）は静岡県浜松市中央区の町名。丁番を持たない単独町名である。住居表示未実施。

## 地理
県居地区の北東部に位置する。東で平田町、西で元魚町、南で塩町、北で千歳町及び伝馬町と接する。

### 学区
- 浜松市立県居小学校
- 浜松市立西部中学校

## 歴史
旅籠町は江戸時代の浜松宿下における宿駅制度のための御役町（おやくまち）のうちの1町であったことに端を発する。

### 町名の由来
旅籠が多かったことにちなんでいる。

### 沿革
- 1882年（明治15年） - 旅籠町から浜松旅籠町に町名変更を行う。
- 1889年（明治22年）4月1日 - 町村制の施行により、敷知郡浜松旅籠町が周辺の町村と合併して敷知郡浜松町となる[WEB 3]。旧町名は浜松町の大字として残る[書籍 2]。
- 1896年（明治29年）4月1日 - 郡制の施行により、浜松町の所属郡が浜名郡に変更となる。
- 1911年（明治44年）7月1日 – 浜松町が市制施行して浜松市となる。
- 1925年（大正14年）5月1日 -  地籍整理により、大字旅籠から旅籠町へ町名変更する。また、一部を伝馬町・千歳町・平田町に割譲し、大字元魚の一部を編入[書籍 3]。
- 2007年（平成19年）4月1日 - 浜松市が政令指定都市となる。旅籠町は中区の一部となる。
- 2024年（令和6年）1月1日 - 浜松市の行政区再編により、旅籠町は中央区の一部となる。

## 交通

### バス
- 遠鉄バス12浜名線、16-4小沢渡線、20志都呂宇布見線：（浜松駅 方面 - ）旅籠町（ - 馬郡車庫／柏原西／浜松市総合水泳場／山崎（志都呂経由）／舞阪駅（イオンモール浜松志都呂経由） 方面）

### 道路
- 国道257号（東海道）
- 浜松市道飯田鴨江線（松尾小路）

## その他

### 警察
警察の管轄区域は以下の通りである。
| 番・番地等 | 警察署         | 交番・駐在所 |
| ---------- | -------------- | ------------ |
| 全域       | 浜松中央警察署 | 東伊場交番   |

### 消防
消防の管轄区域は以下の通りである。
| 番・番地等 | 消防署   | 本署/出張所 |
| ---------- | -------- | ----------- |
| 全域       | 中消防署 | 鴨江出張所  |

### 書籍
1. ↑  『わが町文化誌 学びの里祈りの丘』浜松市立県居公民館、2000年4月25日、231頁。
2. ↑  『浜松市史 三』浜松市役所、1980年3月26日、177頁。
3. ↑  『浜松市史 三』浜松市役所、1980年3月26日、354,356頁。

### WEB
1. ↑  “h02_22.csv”.   総務省 (2022年2月10日). 2024年10月4日閲覧。
2. ↑  “chuouku_menseki.xlsx”.   浜松市 (2024年3月12日). 2024年10月4日閲覧。
3. ↑  “historyofcities.pdf”.   静岡県総務部合併推進室・財団法人静岡県市町村振興協会. 2024年10月11日閲覧。